# Michele Dougherty
Pour les articles homonymes, voir Dougherty.
Michele Karen Dougherty (née en 1962) est une physicienne sud-africaine, professeure de physique spatiale à l'Imperial College London,. Elle dirige les missions d'exploration non habitées de Saturne et de Jupiter et elle est chercheuse principale pour le J-MAG, un magnétomètre pour le Jupiter Icy Moon Explorer de l'Agence spatiale européenne (ESA) dont le lancement est prévu en juin 2022.

## Formation
Michele Dougherty effectue ses études à l'Université du Natal, où elle obtient un doctorat en 1989 pour ses recherches sur la dualité onde-corpuscule en dispersion et milieux anisotropes.

## Recherches
Parmi ses réalisations importantes, on compte la découverte d'une atmosphère contenant de l'eau et des hydrocarbures autour du satellite de Saturne, Encelade, ouvrant ainsi de nouvelles possibilités dans la recherche de vie extraterrestre,.
Elle se distingue « pour son leadership scientifique de la mission Cassini-Huygens internationale de la NASA-ESA-ASI vers Saturne et ses satellites ». En tant que chercheuse principale de l'opération, la collecte de données et l'analyse des observations de l'instrument du champ magnétique à bord de la sonde Cassini, elle a fortement contribué à améliorer notre compréhension de Saturne et de ses satellites,,,.
Avant de travailler sur le vaisseau spatial de la mission Cassini-Huygens, elle a été impliquée dans l'équipe du magnétomètre pour l'analyse de Jupiter de la sonde Ulysse. Elle a également été chercheuse invitée auprès du programme du système d'analyse des données de Jupiter de la NASA dans le cadre de la sonde Galileo.

## Prix et distinctions
Michele Dougherty a remporté en 2008 la Médaille Hughes, de la Royal Society « pour l'utilisation novatrice de données sur le champ magnétique qui ont conduit à la découverte d'une atmosphère autour de l'un des satellites de Saturne et la façon dont elle a révolutionné notre vision du rôle des satellites planétaires dans le Système solaire ». Elle a été élue membre de la Royal Society en 2012 et a été reconnue par le Science Council du Royaume-Uni comme l'une des cent meilleures personnalités scientifiques britanniques vivantes. Elle a reçu la Médaille d'or de la Royal Astronomical Society en géophysique en 2017. Elle a été élue Fellow de la Royal Astronomical Society (en) (FRAS).